# رافانيلي فيريرا دوس سانتوس
رافانيلي فيريرا دوس سانتوس (بالبرتغالية: Ravanelli Ferreira dos Santos‏) (29 أغسطس 1997 بكامبيناس في البرازيل - ) هو لاعب كرة قدم برازيلي في مركز الوسط. لعب مع نادي بونتي بريتا.

## روابط خارجية
- رافانيلي فيريرا دوس سانتوس على موقع قاعدة بيانات كرة القدم.إي يو (الإنجليزية)
- رافانيلي فيريرا دوس سانتوس على موقع Soccerway.com (الإنجليزية)
- رافانيلي فيريرا دوس سانتوس على موقع عالم كرة القدم.نت (الإنجليزية)